# Stadion Miejski im. Grzegorza Lato
Das Stadion Miejski im. Grzegorza Lato (deutsch Städtisches Stadion benannt nach Grzegorz Lato) ist ein Fußballstadion mit Leichtathletikanlage in der polnischen Stadt Mielec, Woiwodschaft Karpatenvorland, im Südosten des Landes. Es ist die Heimat des Fußballvereins FKS Stal Mielec sowie der Leichtathletikabteilung, dem LKS Stal Mielec, und bietet, laut polnischem Verband PZPN, 6864 Sitzplätze.

## Geschichte
Das alte Stadion wurde im November 1953 mit dem Spiel Stal Mielec gegen Garbarnia Kraków (1:1) eröffnet. Zu dieser Zeit besaß es noch keine Tribüne. Erst ein Jahr später wurden zwei Naturtribünen fertiggestellt. Von 1973 bis 1976 baute man die Ränge der Anlage doppelstöckig aus, als Stal Mielec zweimal polnischer Meister (1973 und 1976) und einmal Vizemeister (1975) wurde und im Europapokal der Landesmeister sowie dem UEFA-Pokal vertreten war. Im MOSiR-Stadion waren damals u. a. Roter Stern Belgrad, der Hamburger SV und Real Madrid zu Gast. Das Stadion Stali Mielec gehörte zu den markantesten Spielstätten des Landes, da nur wenige polnische Stadien doppelstöckig angelegt waren. 1980 wurde eine Flutlichtanlage mit 1800 Lux Beleuchtungsstärke aufgestellt. Die erste Partie unter Flutlicht wurde am 29. Oktober des Jahres zwischen Stal Mielec und dem ŁKS Łódź bestritten. Die heute im Stadion befindliche Anlage bietet bis zu 2000 Lux. Es lässt sich in den vier Stufen Training, Leichtathletik-Wettkampf, Fußballspiel und Fernseh-Übertragung in HD schalten. Die Fußballarena besaß zum damaligen Zeitpunkt geschätzte 25.000 Plätze. Es sollen beim Heimspiel gegen Real Madrid aber 40.000 Besucher vor Ort gewesen sein. In den 1980er Jahren sank, infolge des Regimewechsels in Polen, der Stern der Stadt wie auch des Vereins. Der Club der Arbeiterklasse aus der Industriestadt wurde noch in den 1970er Jahren von der Regierung unterstützt. In den 1990er Jahren war das Stadion baufällig, doch die Stadt hatte kein Geld für Renovierungsarbeiten. Erst im Januar 2007 wurde die Sanierung aufgenommen, aber im April schon wieder abgebrochen. Die Stadt wollte das MOSiR-Stadion deutlich verkleinern. Weder die Stadt noch der Verein benötigten die Kapazität des alten Stadions. So beschloss man die Kapazität auf etwas mehr als 30 Prozent des alten Stadions zu reduzieren. Am 6. September 2007 stimmte der Stadtrat dem Umbauprojekt zu. Am 27. Januar 2011 unterzeichnete die Stadt mit dem Warschauer Bauunternehmen Tamex Obiekty Sportowe S.A. die Verträge zum Bau und die Arbeiten begannen. Es wurden die Oberränge abgerissen und ein Großteil der Unterränge saniert und überdacht. Die Sitzbänke wichen Einzelsitzen aus Kunststoff, in 18 Blöcken mosaikartig angeordnet, in den Clubfarben Blau und Weiß. Dies brachte das Stadion auf ein Fassungsvermögen von fast 7000 Zuschauern. Zunächst kalkulierte die Stadt die Kosten auf 36,5 Mio. PLN (etwa 8,1 Mio. €). Am Ende beliefen sich die Baukosten auf 41 Mio. PLN (rund 9,1 Mio. €). Der Bau sollte zwei Jahre dauern, doch Tamex übergab die Spielstätte mit siebenmonatiger Verspätung, was Stal Mielec fast in die Insolvenz trieb. Das umgebaute Stadion wurde am 30. August 2013 für einen Tag der offenen Tür geöffnet. Am Tag darauf fand die Partie Stal Mielec gegen Wigry Suwałki (1:1) statt. Das Spiel verfolgte die Rekordkulisse von 6500 Zuschauern. Der Club spielte damals in der 3. Liga (vierthöchste Spielklasse) des Landes. Hinter der Nordkurve stand bis 2017 die 1963 eröffnete Sporthalle Hala sportowo-widowiskowa MOSiR w Mielcu. 2018 wurde eine Rasenheizung unter dem Spielfeld aus Naturrasen installiert, um die Anforderungen der 1. Liga (zweithöchste Spielklasse) zu erfüllen.

## Name
Das Stadion war bis 2023 unter dem Namen Stadion Miejski w Mielcu (deutsch Städtisches Stadion in Mielec) und zuvor als Stadion MOSiR w Mielcu (deutsch MOSiR-Stadion Mielec) bekannt. Durch einen Beschluss der Stadt Mielec am 29. November 2023 wurde der Name der Anlage in Stadion Miejski im. Grzegorza Lato (polnisch Städtisches Stadion benannt nach Grzegorz Lato), zu Ehren des berühmten polnischen Fußballspielers Grzegorz Lato, geändert. Der Olympiasieger von 1972 und Torschützenkönig der Weltmeisterschaft 1974 begann seine Karriere beim FKS Stal Mielec. Am 23. August 2024 fanden die Feierlichkeiten zur Umbenennung statt.

## Ausstattung
Das Spielfeld hat die internationalen Maße von 105 × 68 Meter. Die blaue Kunststoffbahn bietet sechs Spuren. Die 100-Meter-Bahn vor der Westtribüne verfügt über neun Spuren. Die Leichtathletikanlage bietet des Weiteren mit zwei Anlagen für Weitsprung sowie Dreisprung, Hochsprung, Kugelstoßen, Diskus-, Speer- und Hammerwurf. Im Stadion befinden sich Serviceräume, eine V.I.P.-Lounge, eine Überwachungsstation, Räume für Journalisten und den Stadionsprecher.
Die Osttribüne wird vom FKS Stal Mielec und dem MOSiR Mielec genutzt und beherbergt Umkleidekabinen, ein Wellnesscenter, eine Sauna, einen Fanshop und Büros. Die Westtribüne ist die Heimat des LKS Stal Mielec. Sie bietet im Inneren eine vierspurige Laufbahn mit 60 Meter Länge, zwei Weitsprunganlagen, eine Hochsprunganlage, Umkleidekabinen, Sauna und einen Fitnessraum.

## Länderspiele im Stadion von Mielec
Bisher trug die polnische Fußballnationalmannschaft der Männer vier Begegnungen im Stadion von Mielec aus. Die Nationalmannschaft der Frauen bestritt ein Spiel im Stadion Stali Mielec.
Männer
- 31. Okt. 1984:  Polen –  Albanien 2:2 (Qualifikation zur WM 1986)
- 09. Sep. 1992:  Polen –  Israel 1:1 (Freundschaftsspiel)
- 12. Okt. 1994:  Polen –  Aserbaidschan 1:0 (Qualifikation zur EM 1996)
- 01. Mai 1996:  Polen –  Belarus 1:1 (Freundschaftsspiel)

Frauen
- 04. Sep. 2018:  Polen –  Schweiz 0:0 (Qualifikation zur WM 2019)

## Galerie

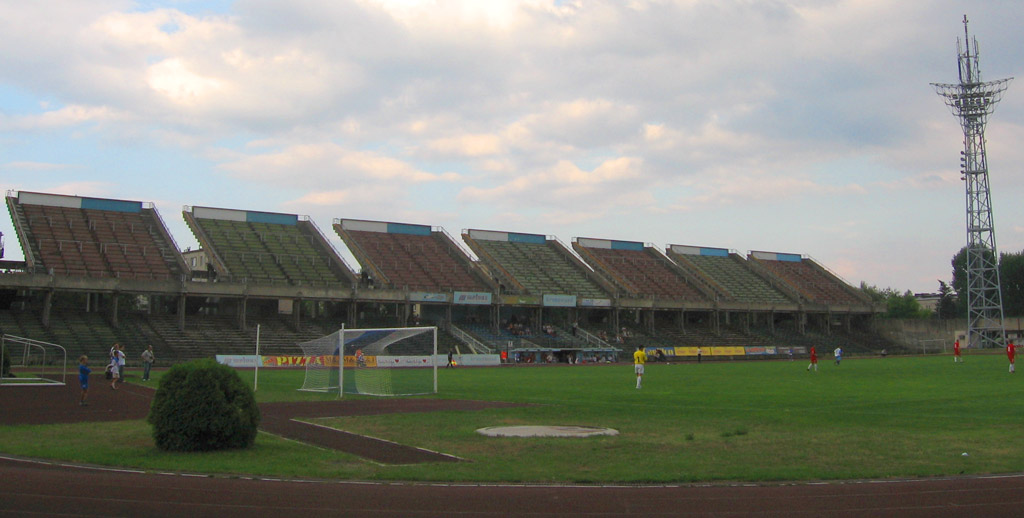
Trybuna Solskiego (Ost) vor dem Umbau (2006)
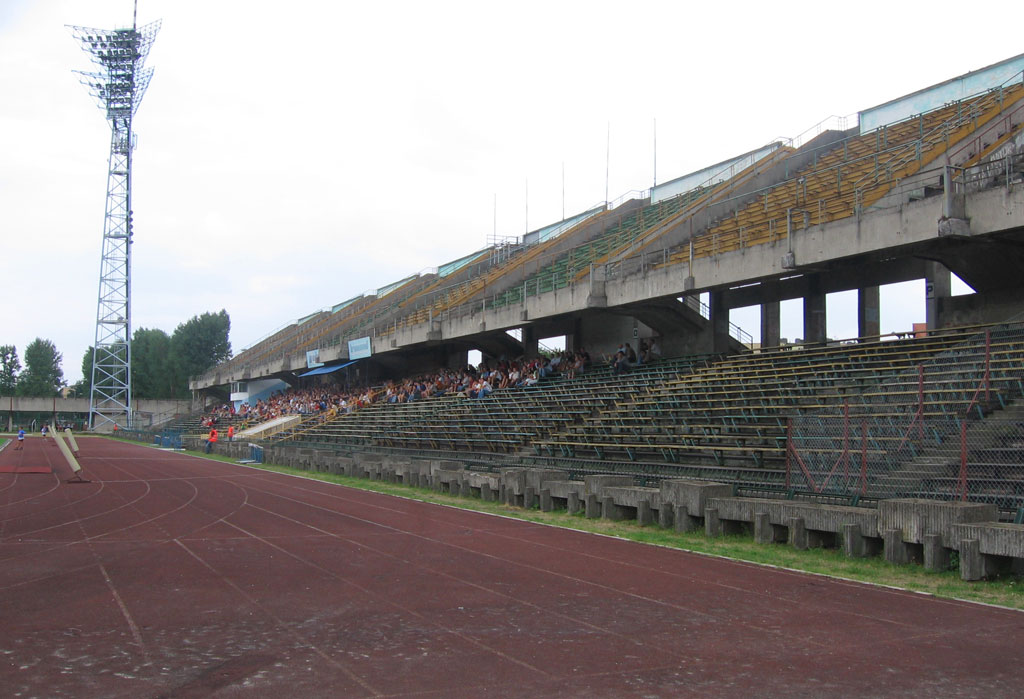
Trybuna Kusocinskiego (West) vor dem Umbau (2006)
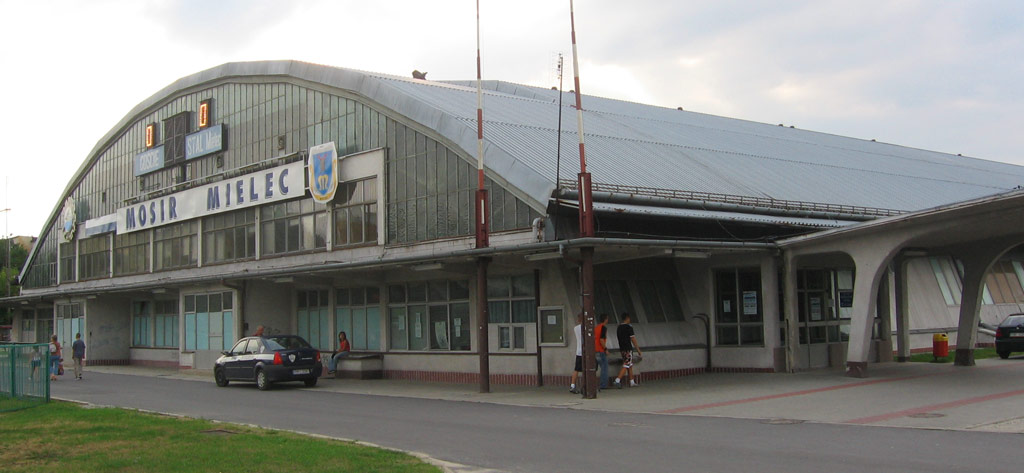
Die mittlerweile abgerissene Hala sportowo-widowiskowa MOSiR w Mielcu (2006)
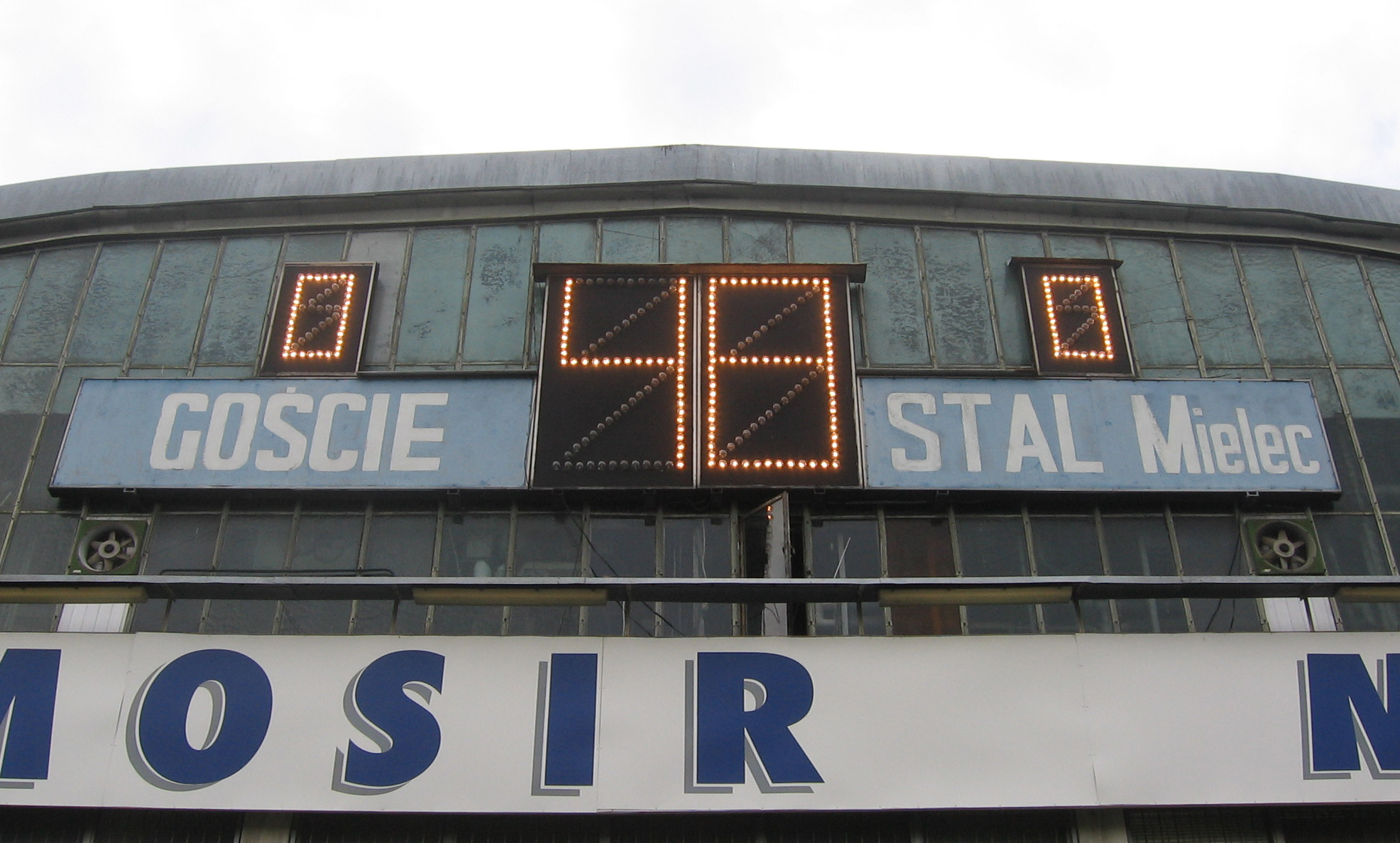
Die alte Anzeigetafel (2006)
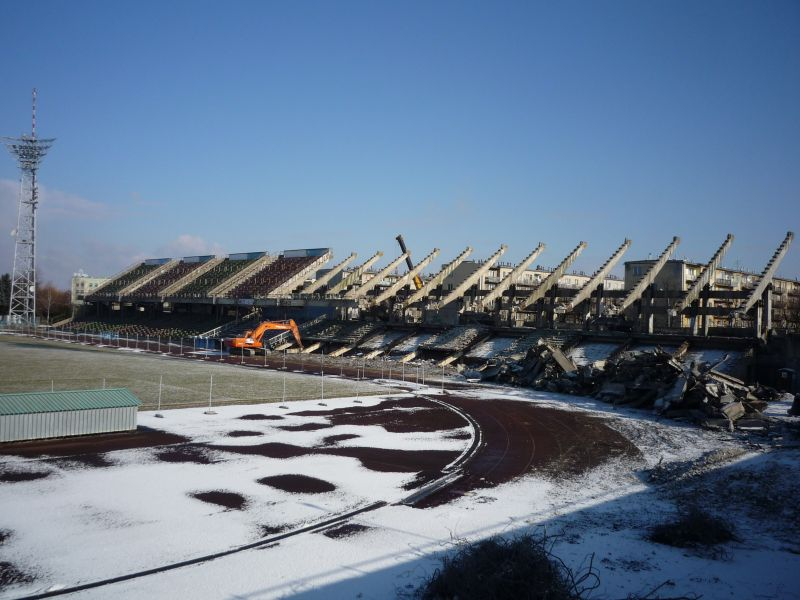
Abriss der Trybuna Solskiego (März 2011)
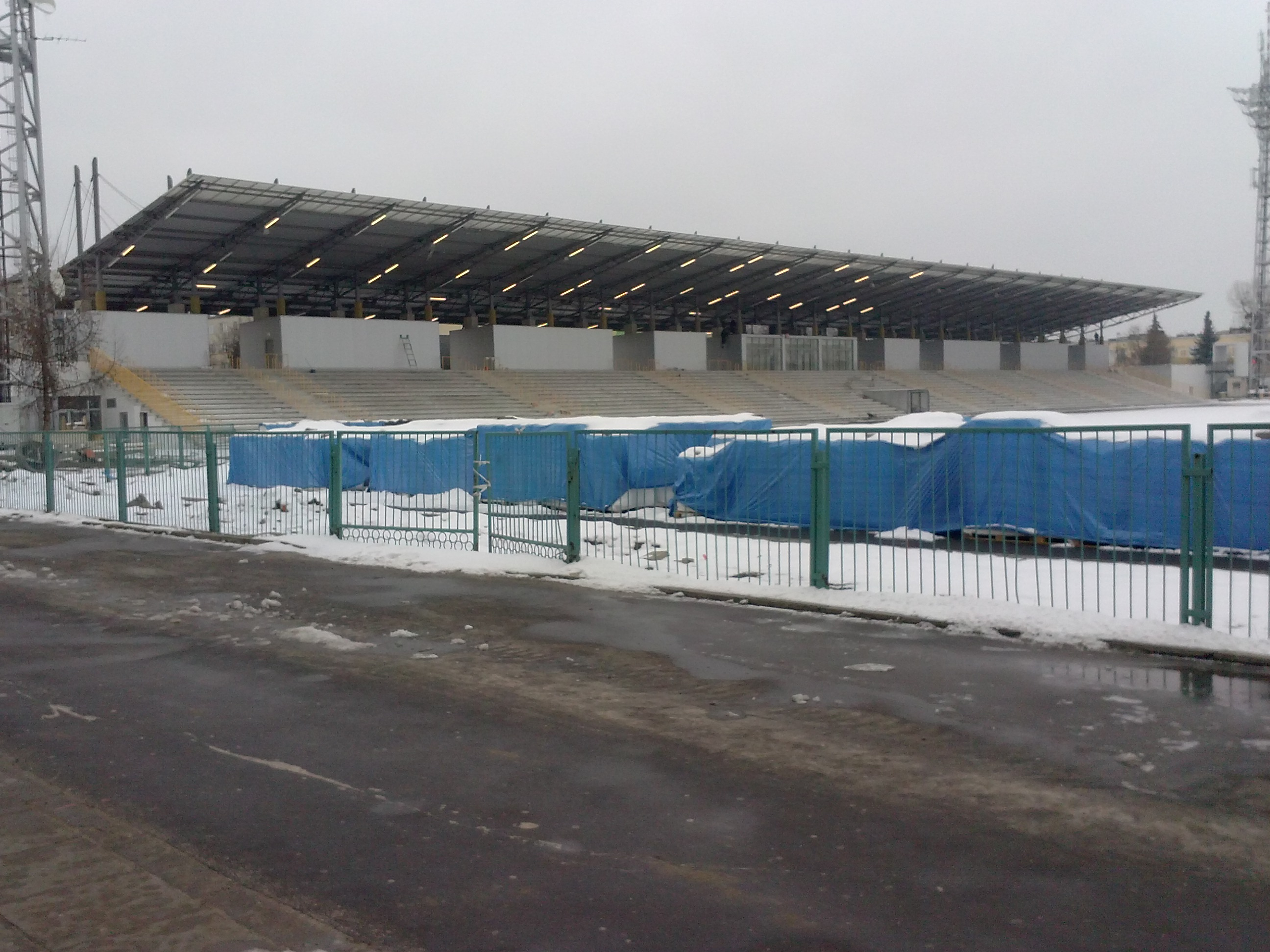
Die Trybuna Solskiego ein halbes Jahr vor der Eröffnung (Februar 2013)
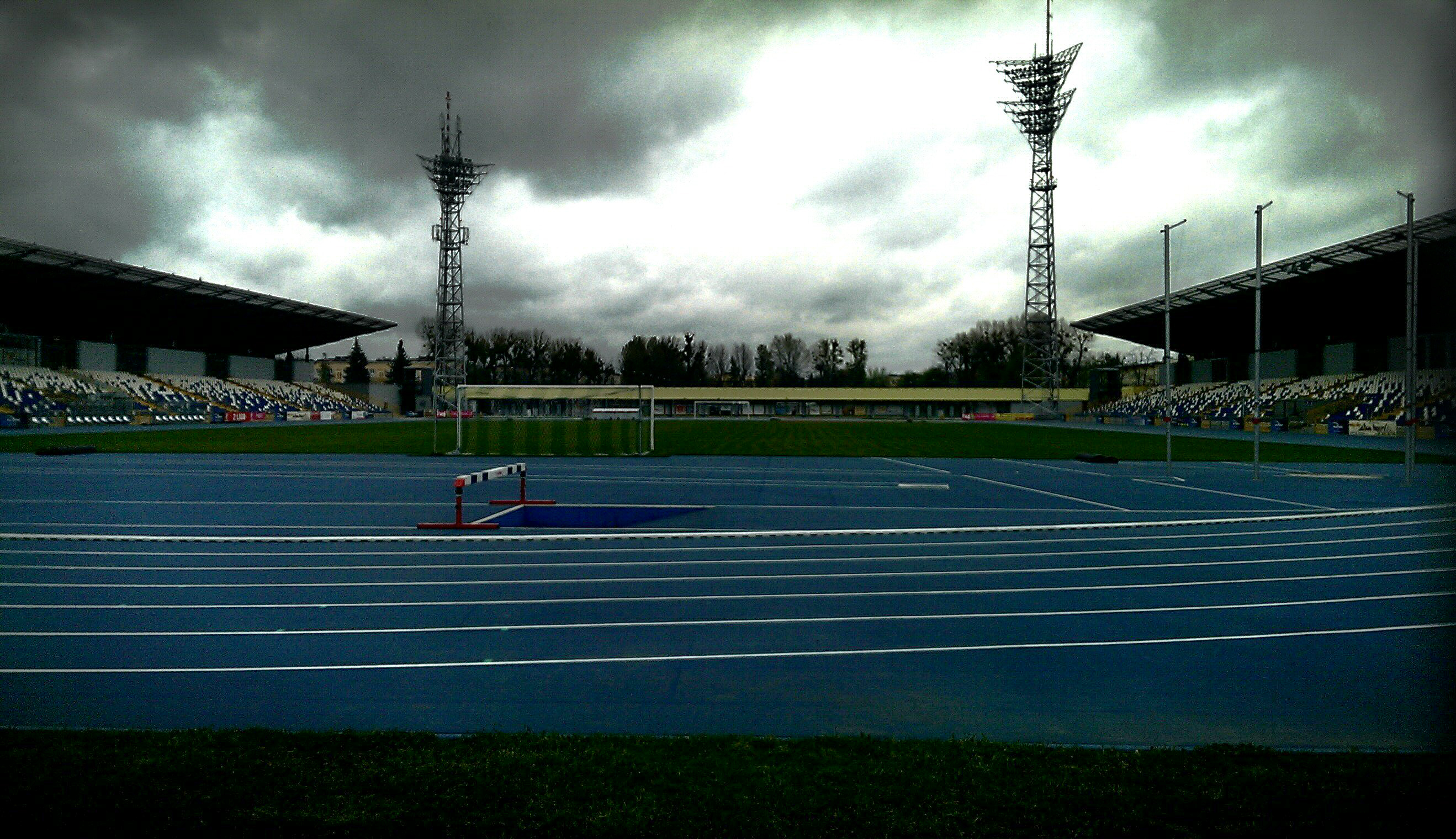
Blick durch das Stadion (2014)